# Rue Simon-Maupin
La rue Simon-Maupin est une rue en partie piétonne du quartier de Bellecour située sur la presqu'île dans le 2e arrondissement de Lyon, en France.

## Situation et accès
Elle commence rue Gasparin avec une circulation dans le sens de la numérotation et à double-sens cyclable avec un stationnement d'un seul côté jusqu'à la rue du Président-Édouard-Herriot. La rue est ensuite piétonne pour se terminer rue de la République. Dans cette dernière partie de la rue, on trouve une station Vélo'vavec un stationnement cyclable également disponible.

## Origine du nom
La rue est dédiée à Simon Maupin (?-1668), architecte et voyer lyonnais. Ce nom a été attribué le 16 juillet 1830, par délibération municipale.

## Histoire
Auparavant, il y avait une rue Simon-Maupin à Perrache.
Au N°3, c'était là que se trouvait le bar des parents de Marcel Achard (1899-1974).
Entre 2022 et 2025, la rue est progressivement (sur sa portion Gasparin-Herriot en 2022 puis Herriot-République en 2025) réaménagée en zone de rencontre dotée d’un revêtement pavé et d’arbustes. Le maire du 2ème arrondissement de Lyon, initiateur du projet, organise alors une cérémonie d’inauguration pour chaque portion terminée.